# Bahnstrecke Suchdol nad Odrou–Nový Jičín město
| Kursbuchstrecke (SŽ): | 278                  |                                          |                                          |
| Streckenlänge: | 8,152 km             |                                          |                                          |
| Spurweite: | 1435 mm (Normalspur) |                                          |                                          |
| Streckenklasse: | C3                   |                                          |                                          |
| Maximale Neigung: | 20 ‰                 |                                          |                                          |
| Streckengeschwindigkeit: | 50 km/h              |                                          |                                          |
| |                      |                                          |                                          |
| \| \| \| von Břeclav (vorm. KFNB) \| \| \| \| 0,049 \| Suchdol nad Odrou früher Zauchtel NLB \| Suchdol nad Odrou früher Zauchtel NLB \| \| \| \| nach Fulnek (vorm. KFNB) \| \| \| \| \| nach Petrovice u Karviné (vorm. KFNB) \| \| \| \| \| Odra \| \| \| \| 2,011 \| Kunín früher Kunewald \| Kunín früher Kunewald \| \| \| 6,337 \| Šenov u Nového Jičína früher Schönau \| danach Nový Jičín zastávka \| \| \| \| Silnice I/48 \| \| \| \| 8,201 \| Nový Jičín město früher Neutitschein NLB \| Nový Jičín město früher Neutitschein NLB \| \| \| 8,382 \| (Streckenende) \| (Streckenende) \| |                      |                                          |                                          |
| Strecke |                      | von Břeclav (vorm. KFNB)                 | von Břeclav (vorm. KFNB)                 |
| Bahnhof | 0,049                | Suchdol nad Odrou früher Zauchtel NLB    | Suchdol nad Odrou früher Zauchtel NLB    |
| Abzweig geradeaus und nach links |                      | nach Fulnek (vorm. KFNB)                 | nach Fulnek (vorm. KFNB)                 |
| Abzweig geradeaus und nach links |                      | nach Petrovice u Karviné (vorm. KFNB)    | nach Petrovice u Karviné (vorm. KFNB)    |
| Brücke über Wasserlauf |                      | Odra                                     | Odra                                     |
| ehemaliger Haltepunkt / Haltestelle | 2,011                | Kunín früher Kunewald                    | Kunín früher Kunewald                    |
| Haltepunkt / Haltestelle | 6,337                | Šenov u Nového Jičína früher Schönau     | danach Nový Jičín zastávka               |
| Strecke mit Straßenbrücke |                      | Silnice I/48                             | Silnice I/48                             |
| Bahnhof | 8,201                | Nový Jičín město früher Neutitschein NLB | Nový Jičín město früher Neutitschein NLB |
| | 8,382                | (Streckenende)                           | (Streckenende)                           |

Die Bahnstrecke Suchdol nad Odrou–Nový Jičín město ist eine regionale Eisenbahnverbindung in Tschechien, die ursprünglich von der k.k. priv. Neutitscheiner Lokalbahn (N.L.B.) erbaut und betrieben wurde. Sie verläuft von Suchdol nad Odrou (Zauchtel) nach Nový Jičín (Neutitschein).
Nach einem Erlass der tschechischen Regierung ist die Strecke seit dem 20. Dezember 1995 als regionale Bahn („regionální dráha“) klassifiziert.

## Geschichte
Die Konzession für die Lokalbahn erhielt die Gemeinde Neutitschein am 7. September 1880. Am 20. Dezember 1880 wurde die Strecke eröffnet. Die Neutitscheiner Lokalbahn führte den Betrieb selbst aus.
Im Jahr 1912 wies der Fahrplan der Lokalbahn elf gemischte Zugpaare 2. und 3. Klasse aus. Sie benötigten für die zehn Kilometer lange Strecke 24 Minuten.
Nach der Angliederung des Sudetenlandes an Deutschland im Herbst 1938 lag die Strecke fortan in deutschem Staatsgebiet. Im Reichskursbuch war die Verbindung als Kursbuchstrecke 151m Zauchtel–Neutitschein enthalten.

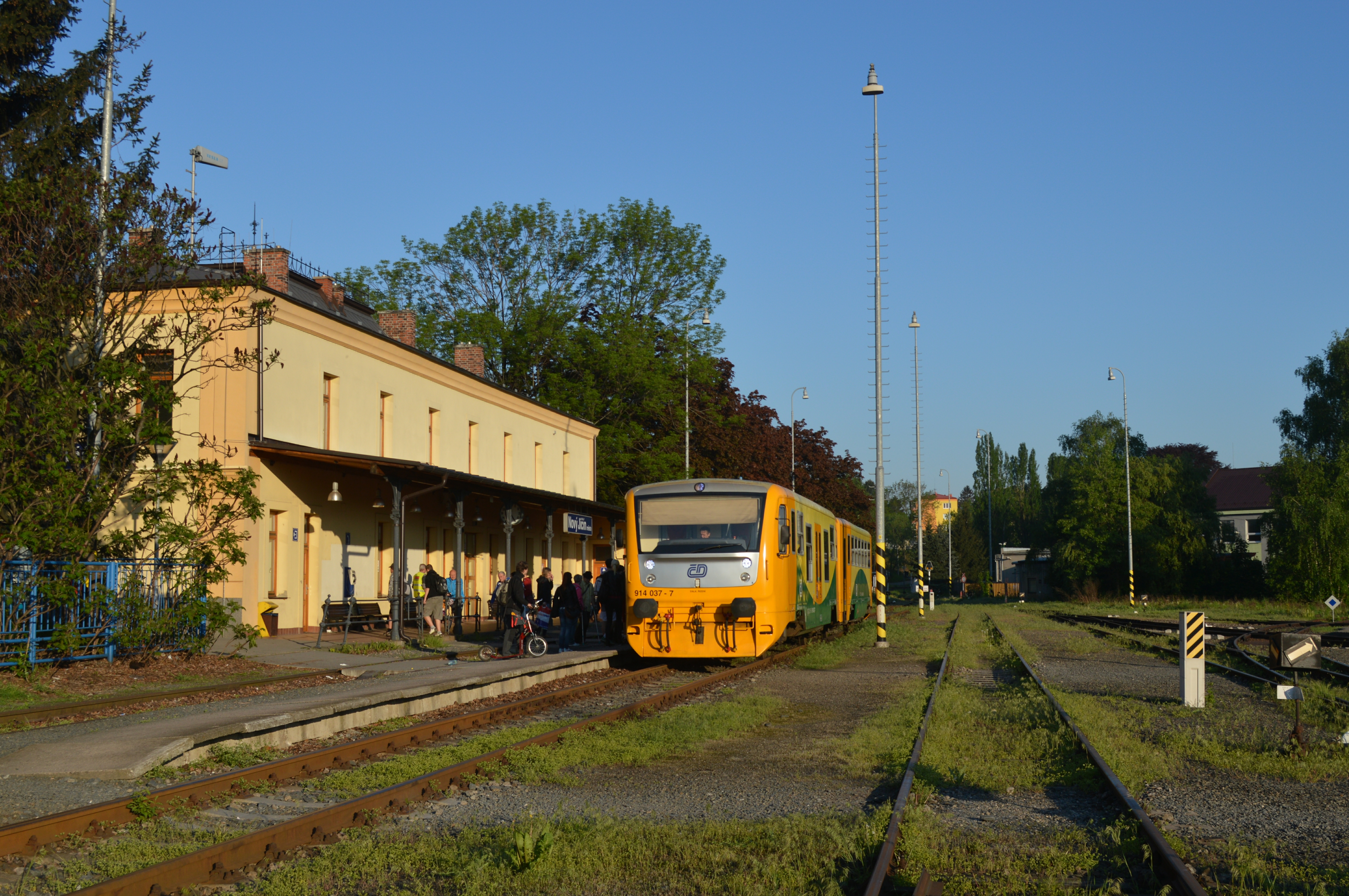
Bahnhof Nový Jičín město (2013)

Nach dem Ende des Zweiten Weltkriegs im Jahr 1945 wurde die Neutitscheiner Lokalbahn verstaatlicht. Die Strecke gehörte nun zum Netz der Tschechoslowakischen Staatsbahnen (ČSD). Ende der 1950er Jahre wurden die bisherigen lokomotivbespannten Züge durch Triebwagen abgelöst. Der Winterfahrplan von 1958/59 verzeichnete insgesamt 14 Reisezugpaare, die sämtlich als Triebwagen geführt wurden.
Am 1. Januar 1993 ging die Strecke im Zuge der Auflösung der Tschechoslowakei an die neu gegründeten České dráhy (ČD) über. Seit 2003 gehört sie zum Netz des staatlichen Infrastrukturbetreibers Správa železniční dopravní cesty (SŽDC).
Im Fahrplan 2012 wurde die Strecke täglich im Zweistundentakt von Personenzügen bedient. Weitere Züge verdichteten das Angebot zu einem teilweisen Stundentakt.
Im August 2020 sollen die Gleise und Anlagen mit einem Kostenrahmen von 80 Millionen Kronen erneuert werden. Ziel ist die Anhebung der Streckengeschwindigkeit von derzeit 40 auf 50 km/h.